# Allie Sherlock
Pour les articles homonymes, voir Sherlock.
Allie Sherlock, née le 7 avril 2005 à Douglas, en banlieue de Cork, est une chanteuse, guitariste, pianiste, clavieriste et compositrice irlandaise.

## Biographie
Allie Sherlock est originaire de Douglas, en banlieue de Cork, dans le sud de l'Irlande. À partir de huit ans, elle apprend à jouer de la guitare avec son père. À neuf ans, elle est très marquée par le décès de sa mère. Un an plus tard, victime de harcèlement scolaire, elle choisit d'être scolarisée à la maison. En plus de son cursus scolaire, elle profite ainsi de cours de chant, de piano et de guitare.

## Carrière musicale

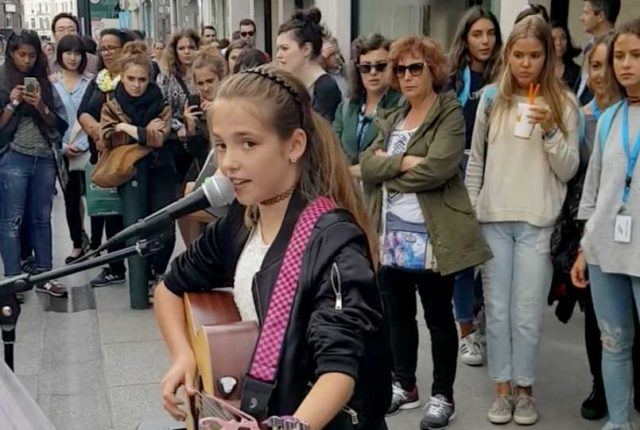
Allie Sherlock en 2016, à onze ans.

Allie Sherlock connaît à 11 ans un succès viral après avoir publié une reprise de la chanson Supermarket Flowers d'Ed Sheeran sur YouTube. Son interprétation a récolté plus de dix millions de vues en moins de vingt-quatre heures sur le site de streaming vidéo. Son père, Mark Sherlock, crée la chaîne YouTube de sa fille fin 2014. Il y dépose les vidéos de concerts improvisés qu’il filme, durant lesquels elle chante seule dans Grafton Street à Dublin, en s'accompagnant à la guitare, reprenant des chansons anglophones célèbres. En décembre 2018, les vidéos de cette chaîne cumulent 98 millions de vues. Elle choisit ses reprises en fonction des votes des internautes. À partir de 2018, elle commence également à interpréter son propre répertoire, qu'elle enregistre à Los Angeles avec Ryan Tedder, le leader de OneRepublic, avec qui elle a signé un contrat de production. Elle a également effectué une tournée européenne avec le groupe américain, qui l'a emmenée en France, en Allemagne, en Italie, aux Pays-Bas et au Royaume-Uni.
En janvier 2018, elle est l'invitée de l'émission américaine The Ellen DeGeneres Show après que cette dernière l'a découverte en train de chanter une reprise de la chanson Million Years Ago d'Adele,. Sa carrière n'a cessé de croître depuis son apparition dans cette émission. En Irlande, Allie Sherlock a ensuite participé à The Ray D'Arcy Show (en) diffusé sur la RTÉ.

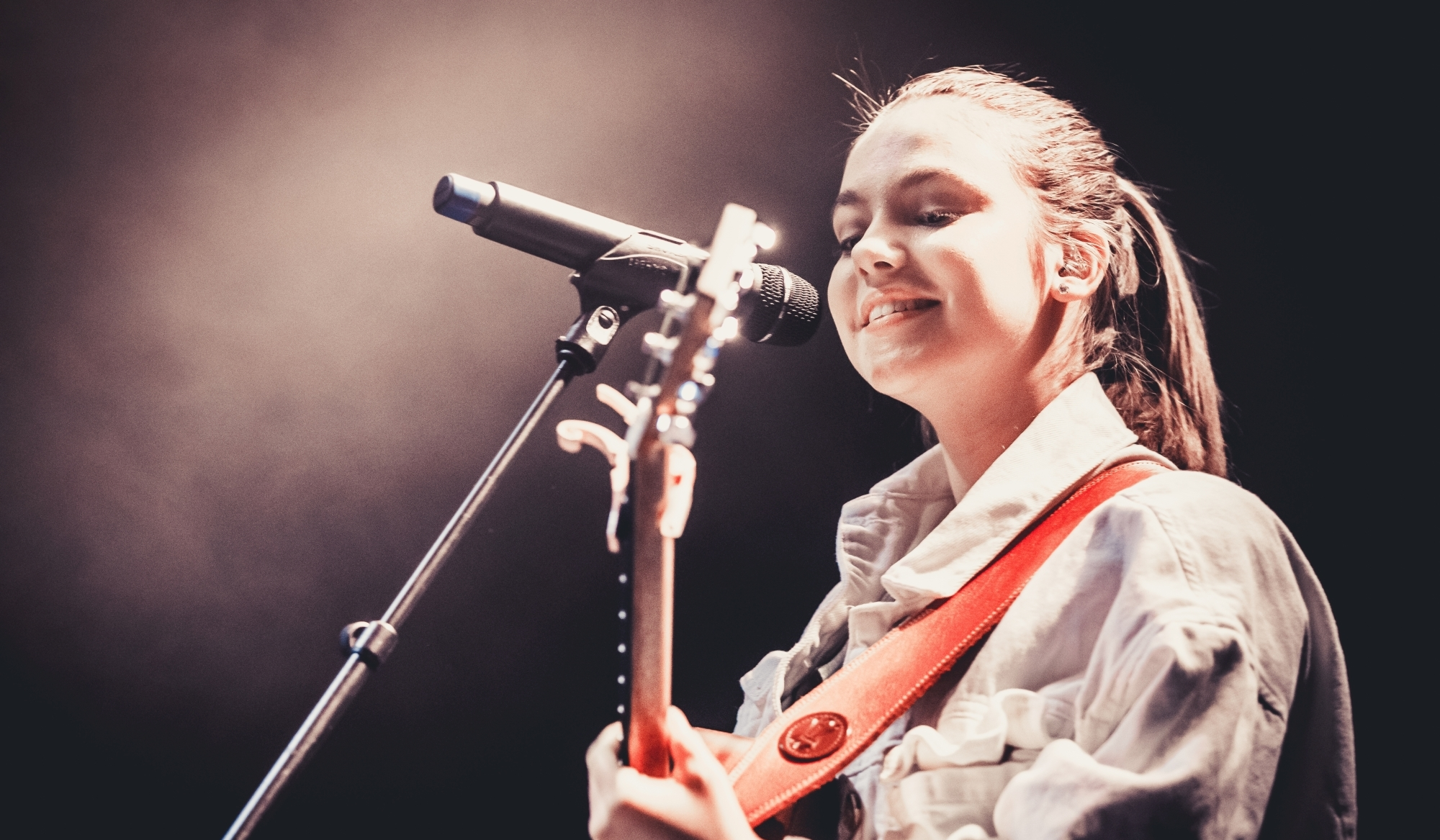
Allie Sherlock en concert en mars 2020 pour soutenir OneRepublic à Cologne en Allemagne.

Le 28 février 2020, Allie Sherlock sort un premier Extended play sur lequel figure sa reprise d’At last d’Etta James. Puis, pendant le confinement lié à la pandémie de Covid-19, elle se produit devant plus de spectateurs que jamais, sans même quitter sa maison, grâce à son compte Instagram. Jusqu'à 128 000 personnes se connectent pour la regarder chanter en direct. Allie Sherlock devait se produire à l’Olympia Theatre de Dublin (en) avant que la crise du coronavirus ne remette en question ses plans. Elle a cependant profité du confinement pour mettre la touche finale à son album A Part of Me, tout en préparant la sortie d’un deuxième EP pour l’été 2020.
Allie Sherlock compte 3 millions d'abonnés sur Instagram et 6 millions sur YouTube. Ses reprises ont attiré l'attention de certaines personnalités du monde de la musique, tels Justin Bieber et Adele.
En 2020, Allie Sherlock fait partie du projet Irish Women in Harmony qui réunit 39 chanteuses et musiciennes irlandaises pour la reprise de la chanson Dreams des Cranberries, au profit de Safe Ireland, une association caritative qui aide à protéger les femmes et les enfants vulnérables, victimes de violence domestique et d'abus. Les artistes se sont produites devant leurs microphones, dans leurs maisons à travers l’Irlande confinée, pour chanter et, pour certaines, jouer du clavier, de la harpe, du violon, du violoncelle, de la contrebasse, de la batterie et de la guitare comme Allie Sherlock,.

## Discographie

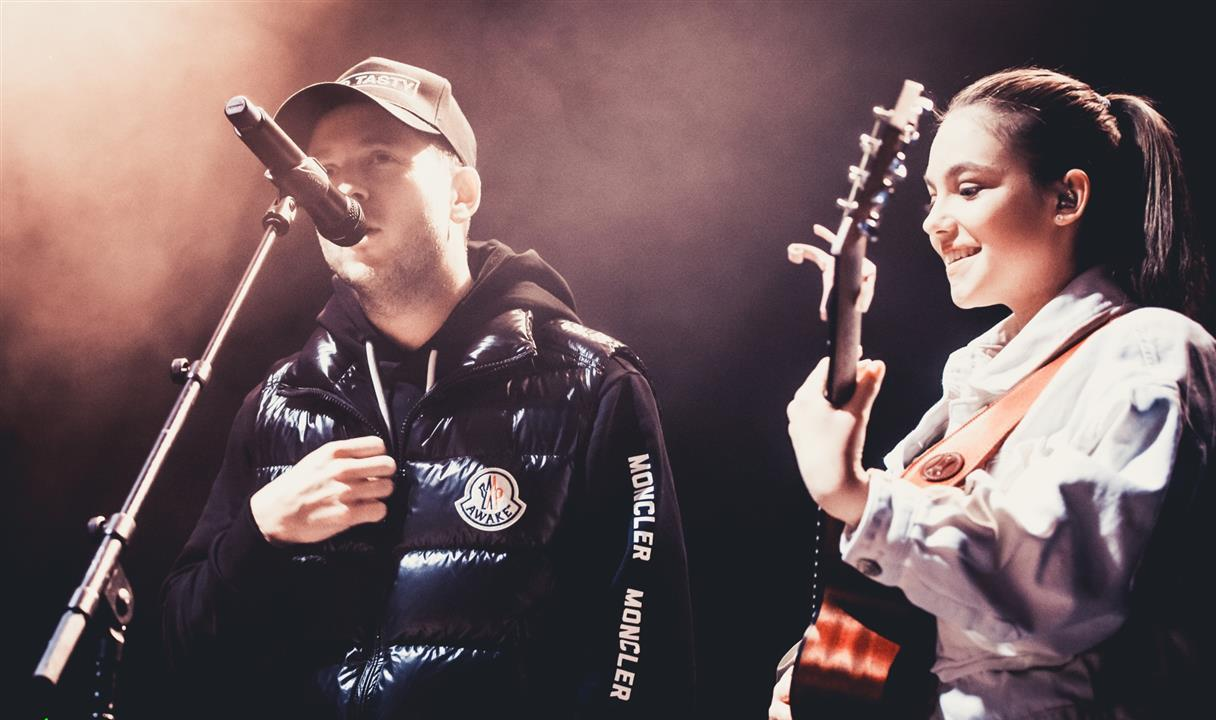
Allie Sherlock et Ryan Tedder en concert à Cologne en mars 2020.

### Albums
- Allie Sherlock (style ballades pop-rock, label Allie Sherlock), sorti le 15 novembre 2017 en Irlande et au Royaume-Uni[9]
- A Part of Me (style pop, label Allie Sherlock), sorti le 26 juin 2020 en Irlande et au Royaume-Uni[10]

### EP
- Allie Sherlock (style ballades pop-rock, label Allie Sherlock), sorti le 28 février 2020[11]
- Live At Elbphilharmonie (Channel Aid & Allie Sherlock), sorti le 25 septembre 2020[12]

### Singles
- Nothing's Gonna Stop Us Now (Allie Sherlock et Not A Machine), sorti le 5 novembre 2020[13]
- Place in Your Heart (BO du film d’animation irlandais Angela's Christmas Wish, Le Noël rêvé d'Angela), sorti le 3 décembre 2020[14]
- Selfish (live), sorti le 6 février 2021[15]
- Broken, sorti le 1er mars 2021[16]
- Back To Black (live, style rock, pop et soul), sorti le 13 avril 2021[17]